# Districte de Vilanuèva d'Òlt
El districte de Vilanuèva d'Òlt és un districte francès del departament d'Òlt i Garona, a la regió de la Nova Aquitània. Té 11 cantons i 92 municipis. El cap és la sotsprefectura de Vilanuèva d'Òlt.

## Cantons
- cantó de Cancon
- cantó de Castilhonés
- cantó de Fumèl
- cantó de Montclar
- cantó de Montflanquin
- cantó de Pena d'Agenés
- cantó de Santa Liurada
- cantó de Tornon d'Agenés
- cantó de Vilanuèva d'Òlt Nord
- cantó de Vilanuèva d'Òlt Sud
- cantó de Vilareal